# F-104に関連する作品の一覧

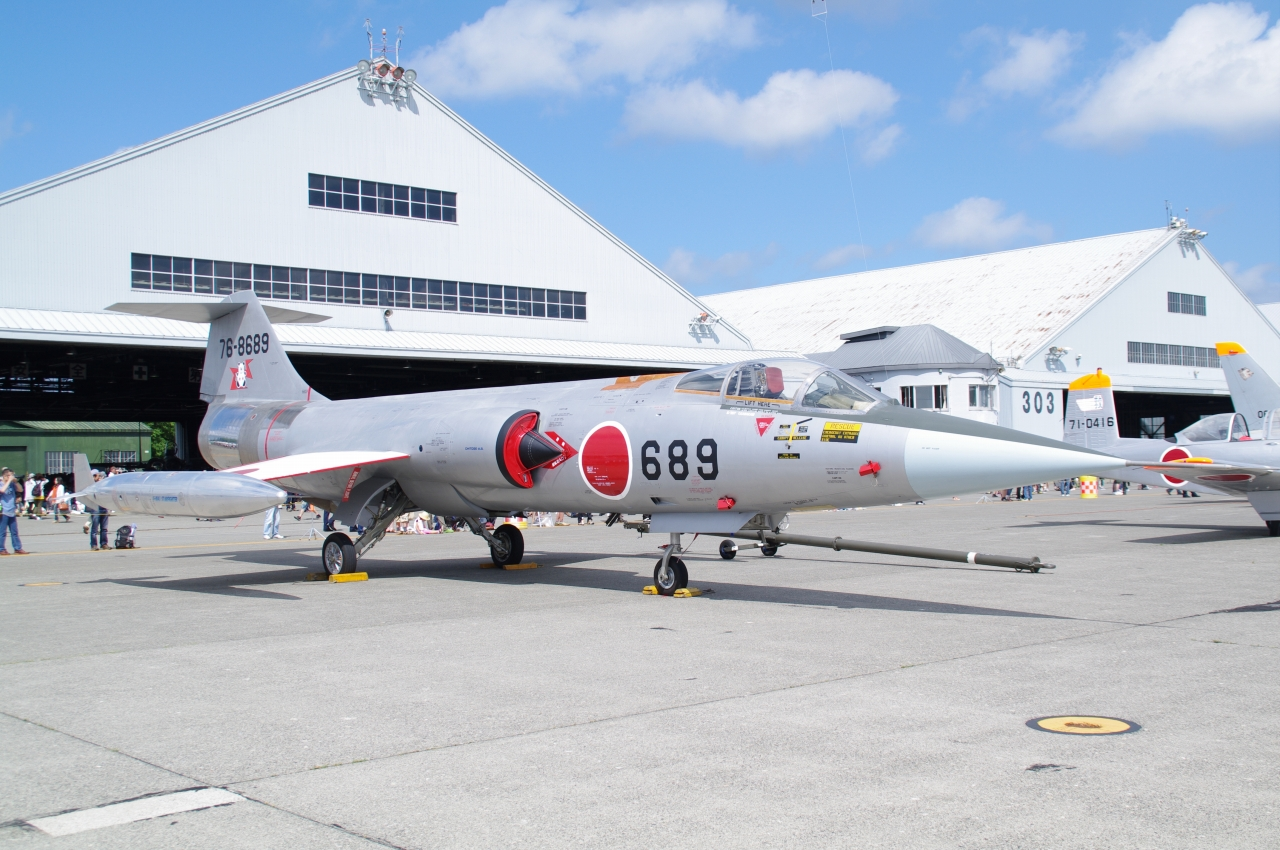
航空自衛隊のF-104J

F-104に関係する作品の一覧（F-104にかんれんするさくひんのいちらん）は、アメリカ合衆国のロッキード社が開発した戦闘機、F-104 スターファイターおよび、その系列機に関係する作品の一覧である。

## 映画・テレビドラマ
昭和時代の特撮映画には、F-86 セイバーやF-4 ファントムIIと共によく登場する。しかし、怪獣映画の代名詞でもある『ゴジラシリーズ』には一度も登場していない。
『イーグル』
イタリア空軍の全面協力により、F-104Sの実機が登場。
『宇宙大怪獣ギララ』
航空自衛隊のJ型が登場。東京を襲撃するギララを攻撃すべく大挙して出撃し波状攻撃を加えるが、複数機が接近しすぎて撃墜されてしまう。クライマックスでは、第8航空団所属機がギララニウムを搭載したミサイルでギララを攻撃し、複数機が撃墜されるもののギララの活動を停止させることに成功する。
撮影には実物とミニチュアが使用されている。
『宇宙大作戦』
第14話「宇宙暦元年7.21」にて、オマハ基地所属ジョン・クリストファー大尉が使用する。
『ウルトラシリーズ』
『ウルトラQ』
第19話に航空自衛隊のJ型が登場。レーダーサイトが正体不明の飛行物体を探知したことを受け、2機がスクランブル発進し飛行物体の追尾を行うが、その最中に見えない何かと衝突し墜落してしまう。
撮影にはミニチュアが使用されているが、一部のシーンは実物の映像が映されている。
『ULTRAMAN』
回想シーンに航空自衛隊のJ型が登場。作中では「銀色の流星」と称されている。主人公は幼少期に飛行中の機体を目撃しており、それが航空自衛隊に入隊するきっかけとなる。また、退役後に百里基地で地上展示されている実機も背景として登場している。
回想シーンに登場する機体はCGで描かれている。
『怪獣王子』
国防省・レンジャー遊撃隊の航空戦力として登場。
『ガメラシリーズ』
『対バイラス』『対ギロン』以外の全ての作品に登場。第1作でアメリカ軍機が捜索に登場した以外は全て航空自衛隊機が敵怪獣の攻撃に出動している。
『大怪獣ガメラ』
アメリカ軍の機体が登場。ちどり丸からの救難信号を受け、北極圏の基地から大挙して離陸し捜索を行う。
『大怪獣決闘 ガメラ対バルゴン』
大阪城でバルゴンを攻撃するが、バルゴンの冷凍液で凍り付き空中分解する。
『大怪獣空中戦 ガメラ対ギャオス』
ギャオスがいる二子山を攻撃するが、超音波メスで次々と撃墜されたため攻撃を中止する。山火事作戦では胴体とほぼ同じ太さの大形爆弾を用いて、二子山の周囲に山火事を起こす。
『ガメラ対大魔獣ジャイガー』
大阪市内でジャイガーを攻撃するが、ジャイガーの唾液固形ミサイルで数機が撃墜される。
『ガメラ対深海怪獣ジグラ』
地球防衛軍の戦力としてジグラ星人の宇宙船を攻撃するが、宇宙船の光線で全滅する。
それまでのシリーズ作品ではミニチュアのみの登場だったが、本作では富士山を背景に編隊飛行する実写映像もある。
『宇宙怪獣ガメラ』
ギャオスとジャイガーを迎撃するが、ギャオスの超音波メスやジャイガーの唾液固形ミサイルで撃墜される。
映像は旧作のミニチュアシーンや『ジェットF104脱出せよ』の実写映像から流用された。
『今日もわれ大空にあり』
千歳基地所属のJ型が登場。F-86FからF-104Jへの機種転換に臨む訓練生と教官を描いた作品であり、F-86Fとの飛行シーンや地上に駐機している様子などが映されている。また、当時の最新鋭かつ空自初の超音速機であると同時に、本作の公開時に囁かれていたミサイル万能論から「最後の有人戦闘機」とも言われていた本機に対する隊員たちの思いも描写されている。
撮影には、航空自衛隊の全面協力で実物が使用されている。
『ジェットF104脱出せよ』
航空自衛隊第2・第5航空団所属のJ型が登場。F-104Jのパイロットを目指す飛行幹部候補生たちを描いた作品であり、飛行シーンや機銃とロケット弾を用いた対地攻撃訓練、スクランブル発進の様子などが映されている。クライマックスでは、主人公が搭乗する機体のフラップが故障し、滑走路への着陸が困難な状態となってしまう。
撮影には、航空自衛隊の全面協力で実物が使用されている。また、本作の映像は『大鉄人17』と『宇宙怪獣ガメラ』に流用されている。
『スターファイター 未亡人製造機と呼ばれたF-104』
西ドイツ空軍における死亡事故多発にまつわる実話を題材とした2015年のドイツのテレビ映画。
『大怪獣ヨンガリ』
大韓民国空軍の機体が登場。漢江でヤンガリーを攻撃するが、火炎や光線で撃墜される。
実際の大韓民国空軍にはF-104は配備されていないが、ガメラシリーズに関わった鈴木昶がミニチュアを担当したため登場した。
『大巨獣ガッパ』
航空自衛隊のJ型が登場。熱海城を襲撃したガッパをAIM-9 サイドワインダーで攻撃するが、ガッパの熱線で壊滅する。
撮影にはミニチュアが使用されている。
『大鉄人17』
レッドマフラー隊の戦闘機としてJ型が登場。ブレイン党の巨大ロボットをロケット弾で攻撃する。また、初期オープニングにも映し出されている。
作中の出撃シーンや攻撃シーンに映るのは実物だが、破壊されるシーンのミニチュアは全てF-4になっている。
『地球防衛軍』
米軍機として登場。航空自衛隊のF-86と共にミステリアンドームを攻撃するが、ミステリアンドームの熱線やミステリアンバトル・ソーサーの攻撃で全滅する。
『デスカッパ』
自衛隊機が登場。大都市を襲撃したハンギョラスを攻撃するが、火炎による反撃を受けて壊滅する。
『東京湾炎上』
航空自衛隊の実機が登場。新田原基地所属機が喜山CTS爆破を伝える特別放送に出演している。
『腐蝕の構造』
第2話に航空自衛隊第6航空団所属機が登場。悪天候下での攻撃隊形訓練中に、針ノ木岳上空でYS-11A旅客機に衝突したことになっている。
『プランゼット』
日本の戦闘機として登場。突如出現した小惑星「フェブルウス」から出現した知性体「F.O.S」の迎撃に向かうが通用せず、主人公の父親の乗機は未帰還となる。
『ブルークリスマス』
国防庁の戦闘機として実機が登場。恵庭の基地からUFOの編隊に対し2機がスクランブルするが、駒ヶ岳上空でUFOと接触した直後に消滅し、その後沖縄の上空へと出現、緊急着陸する。
『マグマ大使』
国際緊急出動隊所属機として登場。
『ライトスタッフ』
チャック・イェーガーがNF-104Aでソ連の持つ高度記録に挑むエピソードが登場する。
『惑星大怪獣ネガドン』
防衛軍の戦闘機として登場。東京都第25区に出現したネガドンを攻撃する。なお、作中の年代は昭和百年（2025年）とされており、運用開始から実に60年以上経っても現役に留まっている。

## アニメ・漫画
『アカギ 〜闇に降り立った天才〜』
地獄から舞い戻って巨大化した鷲巣巌を迎撃するために、陸上自衛隊の61式戦車と共に出撃し、鷲巣に対してミサイル攻撃を行う。
『宇宙円盤大戦争』
デューク・フリードを誘き出すべく、東京上空に飛来したヤーバン星の戦闘円盤をF-1やナイキJと共に迎撃するが、敵わずに真っ二つにされてしまう。
『うる星やつら』
OVA「ヤギさんとチーズ」に面堂家私設軍隊の戦闘機の1つとして登場。屋敷の敷地内で幽霊ヤギが巨大化したことを受け攻撃に向かうが、攻撃が通じぬまま全機撃墜されてしまう。
『エリア88』
西ドイツ空軍所属のF-104Gが登場する。
『機動警察パトレイバー』
後期OVAシリーズ第15話に、地球防衛組織CLAT日本支部の戦闘機として登場。日本支部基地を襲撃した円盤の大群をT-33などとともに迎撃する。
『こちら葛飾区亀有公園前派出所』
75-3「両津オークションの巻」に登場。500万円という格安で売り出されていた払い下げの機体に両津勘吉が目をつけ、自身のコレクションをオークションで売り払って資金を工面する。機体を手に入れた両津は、荒川土手にてテストフライトに臨むが、射出座席の誤作動により両津を残して飛んで行ってしまった。
『ゴルゴ13』
「ミステリーの女王」で、ゴルゴを題材にした小説を書く女流作家が潜むアメリカ空軍基地の襲撃に使用される。
『コンクリート・レボルティオ〜超人幻想〜』
第12話に航空自衛隊機が登場。小笠原諸島沖に侵入したソ連の超人ガルボイ・ライカーを、アメリカの超人マスターウルティマとともに待ち伏せて攻撃する。
『サイボーグ009』
テレビアニメ第1作第16話「太平洋の亡霊」に鹿屋基地所属の航空自衛隊機として登場。鹿屋基地に着陸しようとしたところ、超心理学者平博士が製作した機械によってイメージから実体化した零式艦上戦闘機に遭遇。機銃攻撃を受け撃墜される。
『サブマリン707』
アメリカ海軍の架空の空母「アポロ・ノーム」の艦載機として登場。公試では48機が同時発艦、30機が同時着艦を行っている。搭載機数1,500機の内、何機がF-104なのかは不明。
『潜水艦スーパー99』
日本の戦闘機として登場。日本海溝上で海洋調査船「海竜丸」を襲撃したヘルメット党の潜水艦「U-187」に対して出動し、U-187が放った魚雷を機銃掃射によって破壊。その後、硫黄島南方を偵察していた機体がヘルメット党の潜水艦「スーパー100」群のミサイル攻撃を受けて撃墜される。
『鳥人大系』
第3章に航空自衛隊機が登場。ソ連から日本へと向かう、高い知能を持つ放火カササギの大群を日本海上で迎撃するが、数万羽に達する大群を殺しきることはできず、日本上陸を許してしまう。
『鉄人28号』
日本の航空戦力としてたびたび登場。機首にエアインテークを有する架空のバリエーション機体も登場している。
『なるたる』
航空自衛隊にアグレッサー部隊業務を提供する民間の航空会社の機材として登場する。
『ノブナガン』
原作漫画第38話（単行本第6巻所収）に登場。主人公が飛び降り自殺をしようとしていた同級生をF-104に例えて励ますくだりがあり、その際にアメリカおよび西ドイツでのF-104の運用が説明されているほか、同話および単行本のカバーに背景としてF-104の機影も描かれている。
『ビッグX』
複座型が登場。東京沖合の海中を進むナチス同盟の巨大ロボット「V-3号」を偵察するが、V-3号の攻撃を受けて撃墜される。
『冒険日本号』
航空自衛隊防空戦闘隊所属機として登場。東京を目指し飛行中の空飛ぶ潜水空母「日本号」に対してスクランブルし、戦隊長機が正体を確かめるべく日本号の飛行甲板へ着艦する。なお、実機にはない着艦フックを有している。
『マジンガーZ』
アニメ版のオープニングに登場。機械獣に撃墜される。
『MINKY MOMO IN 夢にかける橋』
式典のパレードを彩るかのように、上空を編隊で登場する。
『ミクロイドS』
「再襲来の夜」に航空自衛隊機が登場。「虫の雲」出現の報を受け出撃したが、索敵中に虫の不意打ちに会い全滅する。

## 小説
『F104』
航空自衛隊H基地所属の複座型が登場。「私」を同乗させて高度4万5千フィートへの飛行を行う。作者である三島由紀夫が実際に1967年12月5日に百里基地で行った、F-104への体験搭乗を元に書かれている。
『怒りの聖樹』
航空自衛隊立川基地所属機としてF-104Jが登場。東京への「植物侵略」を受けて明治神宮、青山霊園、新宿御苑の緑地帯を70mmロケット弾で攻撃しようとするが、植物側が放った超エネルギー波による心理操縦を受けて、パイロットが東京中心部への攻撃を始めてしまう。
『皇帝のいない八月』
航空自衛隊のF-104Jが登場。自衛隊内の一部部隊によるクーデター発生を受け、千歳基地、小松基地、百里基地、新田原基地の所属機計30機が警戒のためスクランブルする。
『蒼茫の大地、滅ぶ』
航空自衛隊のF-104Jが登場。三沢基地の第81航空隊所属機など42機がF-86やF-4EJとともに、青森県上空を飛行するトノサマバッタの群団を波状飛行によって太平洋上へ誘導しようとするが失敗。バルカン砲で群団を攻撃するも、エンジンに大量のバッタを吸い込んで墜落する。
『大怪獣宇宙エイ』
第4回に自衛隊機が登場。京都上空で宇宙エイを迎撃するも全滅したばかりか、攻撃のエネルギーによって宇宙エイの巨大化を促進させてしまう。
『タイムスリップ大戦争』
国防空軍所属機として登場。19××年（昭和5×年）の日本列島ごと1941年にタイムスリップしており、福岡に配備された機体を見た日本陸軍満州軍の情報将校を驚愕させている。
『地球0年』
国連の要請を受けて第三次世界大戦後の米本土に展開した航空自衛隊の機体として登場。作中では、サンフランシスコで暴徒に対し機銃とロケット弾による対地攻撃を敢行する。
『地底怪生物マントラ』
航空自衛隊のF-104Jが登場。マントラの東京襲撃に備えて武装パトロール飛行を行っており、東京湾を目指すマントラをアメリカ海軍機とともに相模灘で迎撃する。
『鉄甲巨兵 SOME-LINE』
第18話（第3巻所収）に航空自衛隊機が登場。娘を誘拐したツイミ不動産の偵察用シャトル「ボウサスカウト」を追撃すべく、小柴防衛長官が搭乗して太陽無限力エネルギー研究所から発進し、駿河湾上空で相討ちになる形でボウサスカウトを墜落させる。
『東海道戦争』
F-104Jが登場。「東海道戦争」において東京側の自衛隊が使用する5機が大阪側の前線を攻撃し、うち4機が大阪側の自衛隊のホークによって撃墜される。
『遙かなる星』
第1巻に航空自衛隊第2航空団所属機が登場。合衆国軍のエクスレイ作戦発動に伴う第三次世界大戦勃発を受け、ソヴィエト本土および樺太から飛来するソヴィエト空軍機に対しF-86Fとともに防空戦を行う。
『不毛地帯』
「ラッキード社」製の戦闘機として登場。第二次防衛力整備計画で導入が計画されている航空自衛隊の次期戦闘機候補の座を「グラント社」製のF-11スーパードラゴンと争っている。
近畿商事に入社した主人公は、真に国防の役に立つ戦闘機こそが次期戦闘機に採用されるべきだとして、試作機が2機しかなく実戦経験もないF-11ではなく、近畿商事が代理店として売り込むF-104を次期戦闘機として採用させるべく尽力する。第1次FX問題を題材としているが、関連する企業などは架空のものに変更されている。
映画版ではミニチュアで描写された。
『ほしからきたもの。』
国連宇宙軍ジョンストン基地の装備としてNF-104Aが全編に渡って登場。「スーパースターファイター」という架空の愛称が与えられており、空対空核ミサイル1発を搭載してUFOの迎撃に用いられている。
『見知らぬ明日』
航空自衛隊千歳基地所属のF-104Jが登場。北海道に飛来した未確認飛行物体の大群を追跡するが、うち1機が空中分解を起こして墜落する。
『未来獣ヴァイブ』（旧題：『機械獣ヴァイブ』）
千歳基地所属機が登場。礼文島上空に出現した怪獣ヴァイブに対しスクランブル発進するが、ヴァイブがソ連の領空内に入ったため追跡を断念する。

## ゲーム
『Wargame Red Dragon』
NATO陣営のNATOデッキ、自衛隊デッキで使用可能な航空機として登場する。NATOデッキにはF-104Gが、自衛隊デッキにはF-104Jが「F-104J RYU」の名称で登場する。
『WarThunder』
アップデート1.98にて、アメリカツリーにA型とC型、ドイツツリーにG型、日本ツリーにJ型、中国ツリーにA型とG型、イタリアツリーのランクⅥにS型が実装された。
『エースコンバット7 スカイズ・アンノウン』
F-104Cが登場。プレイヤーが自機として使用可能なほか、エイブリルが祖父とその戦友達と共にレストアするが、エイブリルによる初飛行の際にエルジア軍とオーシア軍の戦闘に巻き込まれて撃墜された。後者はDLC「F-104C-Avril-」として配信されており、フリーフライトモードでのみ使用可能。
『ゲートキーパーズ』
地球防衛機構イージス極東支部所属の高速迎撃機としてNF-104Aが登場。高空へのゲートキーパーの移動手段として用いられている。
『フィクショナル・トルーパーズ』
メカール共和国軍のランク0として選択可能。